# 維基教育基金會
維基教育基金會（英語：Wiki Education Foundation，有時簡稱Wiki Ed）是一個總部位於加州舊金山的非營利組織 ，在加拿大與美國進行「維基百科教育計畫」（Wikipedia Education Program），促進教育工作者將維基百科整合至課程中。

## 歷史
維基媒體基金會（WMF）在2010年開始進行維基百科教育計畫，且於2013年合併維基教育基金會以給予該計畫「更集中與專業的支持」，並「推廣更多與維基百科相關的教學與學術研究專案」。維基教育基金會是符合501(c)(3)條款的慈善機構。
2014年2月，維基媒體基金會和維基教育基金會共同宣布，聘請曾任WMF高級總監的Frank Schulenburg擔任教育基金會首任執行董事。2014年4月，Schulenburg代表維基教育基金會參與了在牛津舉行、旨在改善全球識字率的世界識字峰會（World Literacy Summit）。

## 領導者
Schulenburg自2014年1月起一直擔任執行董事。Diana Strassmann是當前此基金會的董事會主席。

## 外部連結
- 官方网站
- Wiki Education Foundation （页面存档备份，存于） 在元维基
- Wikipedia Education Program （页面存档备份，存于）, Diversifying Economic Quality: A Wiki for Instructors and Departments
- Experiences and Perspectives of Wikipedia Use in Higher Education (PDF), Universitat Oberta de Catalunya (UOC)